# Ken Hirai
Ken Hirai (平井 堅 Hirai Ken?,  Higashiōsaka, Osaka; 17 de enero de 1972) es un cantante de R&B y Soul japonés. Se puede considerar a este artista la versión masculina de Ayumi Hamasaki con respecto al increíble éxito que posee dentro de su país y también dentro de Asia, aunque sí diferentes en estilos, estando el de Ken basado en una mezcla de varios géneros de música, que comienzan con el Gospel emotivo basado en los años '70, el contemporáneo R&B, el Jazz, Funk, y algo de Hip-Hop.

## Biografía
Nació el 17 de enero de 1972, en Higashiōsaka, prefectura de Osaka, Ken Hirai creció en Nabari, prefectura de Mie. 
Comenzó su carrera musical en 1993 cuando firmó con Sony Music Japan pero no lanzó su single debut hasta 1995, titulado "Precious Junk", sencillo que lo dio a conocer dentro del público japonés logrando relativamente buenas ventas, en gran parte debido a que la canción pertenecía a la banda sonora de una popular serie de TV.
La misma suerte corrió su primer álbum "Un-balanced" lanzado en 1995, obteniendo un éxito moderado en general con ventas decentes.
Tomándose las cosas con más calma, Ken utilizó los próximos cuatro años para consolidar su estilo y tomarse algo de tiempo -sólo lanzó un sencillo en 1997 y 1998 y no produjo ninguna nueva canción durante 1999.
En el nuevo milenío las cosas se hicieron mejores para la carrera de Ken. Su tan esperado octavo sencillo titulado "Rakuen" (Paraíso), creada por primera vez con otros escritores y compositores fuera de él mismo, lo establecieron como uno de los artistas a la cabeza de numerosos charts de Japón e incluso países extranjeros. La combinación de su suave voz con melancólicos ritmos le permitieron inaugurar "La nueva era del R&B japonés". Con el rápido éxito del sencillo permaneciendo por mucho en lo alto de los charts Oricon, Ken de pronto se encontró por primera vez a él mismo el centro de atención.
Su tercer álbum titulado "The Changing Same" fue creado con la ayuda de los productores musicales más importantes de la escena de música negra japonesa, y la habilidad absoluta como un cantante de Ken y su poder aplastante de expresión, convirtieron a este álbum un verdadero éxito.
Ken también ha tenido éxito en países del extranjero: fue el primer artista japonés en tomar el test clásico de un cantante genuíno de R&B -tocar en el Teatro Apolo de Nueva York-, donde recibió una calurosa acogida. 
Además, hizo su primera visita a Taiwán en el verano del año 2000 para tocar dentro de un programa de la cadena MTV de ese país, realizado frente a unas 30.000 personas de la audiencia local, y también colaboró con el cantante taiwanés y amigo, Wang Lee-Hom. También, hizo su primer viaje de promoción a Hong Kong en Marzo, y ganó el premio del Mejor Nuevo Acto Japonés en RTHK. Después de la férrea promoción el tercer álbum de Ken ha vendido 98.000 copias en Asia (excluyendo Japón) hasta ahora.
El álbum del artista titulado "Gaining Through Losing", lanzado el año 2001, alcanzó el millón y medio de copias vendidas en Asia (incluyendo Japón), y después del lanzamiento del álbum, comenzó un Tour nacional por Japón que cubrió aproximadamente 20 ciudades, agotándose las entradas en prácticamente todos los conciertos. 
El primer álbum de remixes de Ken titulado "KH Remixed-Up 1" fue lanzado en noviembre del 2001. En el álbum, el artista mostró una nueva faceta de él a la audiencia, acertando por primera vez a los gustos de gente que frecuenta clubs y también DJs.
En el año 2000 Ken hace uno de sus sueños realidad de trabajar junto con uno de los artistas preferidos: Babyface; el sencillo "Missin' You ~It Will Break My Heart" fue compuesto y producido por el productor/cantante americano. En el mismo año, Ken asistió a los MTV Japan Video Music Awards del 2002, donde ganó el premio a Mejor Artista Masculino. También en este año realizó su primer concentró fuera de su país: en Taiwán, lugar donde gracias a su gran popularidad, los 2 días en que el concierto acústico fue realizado fue rápidamente llenado con la capacidad total de 1.600 personas.
En el 2003 Ken grabó para la cadena MTV los llamados "MTV Unplugged" en la ciudad de Nueva York, convirtiéndose en el primer cantante solisa japonés masculino en realizarlo. También fue entrevistado en el programa de la cadena americana CNN The Music Room, que fue televisado en 210 países, y visto por 230 millones de espectadores alrededor de todo el mundo.
Su 5º álbum titulado "LIFE is", que contenía sus sencillos "Strawberry Sex", "Ring", y mega-éxito "Okina Furudokei" (El Reloj de Mi Abuelo) -que fue el sencillo más vendido de '03- fue lanzado el 22 de enero de 2003.
El 10 de diciembre de ese año fue lanzado el álbum conceptual "Ken's Bar". En el álbum, Ken seleccionó sus canciones favoritas (no suyas) y las grabó en su propio estilo y su propio sello.
Y a finales de ese mismo año, Ken fue afortunadamente invitado por Stevie Wonder para unirse a su espectáculo en Japón, y cantar junto él la canción "You're The Sunshine Of My Life".
El año 2004 fue lanzado su cuarto álbum titulado "SENTIMENTALovers" convirtiéndose en un gran éxito y su sencillo ""Hitomi wo Tojite", al igual que en el 2003, le hizo obtener a Ken el título de tener el sencillo mejor vendido de ese año.
En el 2005 Ken lanzó su primer compilación de grandes éxitos titulado "Ken Hirai 10th Anniversary Complete Single Collection '95-'05 "Utabaka"" en noviembre del 2005, que contiene todos los sencillos desde 1995 hasta el 2005, irónicamente siendo el último sencillo en ese momento, titulado "POP STAR".
A mediados de 2006 lanzó el sencillo "Bye My Melody", mientras que en los dos primeros meses del año 2007 encadenó dos singles, titulados "Aika (Elegy)" y "Kimi no Suki na Toko" respectivamente. Ese mismo año lanzó "fake star", que es una versión oscura de la canción "POP STAR" lanzada casi dos años atrás, con la que guarda similitudes en ciertos fragmentos de la letra a pesar de ser bastante distinta musicalmente. En 2008 lanzó su primer single con dos pistas principales, "Canvas / Kimi wa Su.te.ki♡" en febrero seguido de su esperado séptimo álbum de estudio titulado "FAKIN' POP" en marzo, con el que comenzó una nueva gira por todo Japón.

## Discografía

### Singles
1. Precious Junk, 13 de mayo de 1995.
2. Kataho Zutsu no Earphone 片方ずつのイヤフォン, 21 de junio de 1995.
3. Yokogao 横顔, 22 de noviembre de 1995.
4. Doshaburi ドシャブリ, 21 de agosto de 1996.
5. Stay With Me, 1 de noviembre de 1996.
6. HEAT UP, 21 de julio de 1997.
7. LOVE LOVE LOVE, 30 de mayo de 1998.
8. Rakuen 楽園, 19 de enero de 2000.
9. why, 10 de mayo de 2000.
10. LOVE OR LUST, 18 de octubre de 2000.
11. even if, 16 de noviembre de 2000.
12. Miracles, 15 de febrero de 2001.
13. KISS OF LIFE, 6 de mayo de 2001.
14. Missin' you ~It will break my heart~, 30 de enero de 2002.
15. Strawberry Sex, 22 de mayo de 2002.
16. Okina Furudokei 大きな古時計, 25 de agosto de 2002.
17. Ring, 17 de noviembre de 2002.
18. LIFE is... ~another story~, 8 de mayo de 2003.
19. style, 30 de julio de 2003.
20. Hitomi wo Tojite 瞳をとじて, 28 de abril de 2004.
21. Kimi wa Tomodachi キミはともだち, 19 de mayo de 2004.
22. Omoi ga Kasanaru Sono Mae ni 思いがかさなるその前に, 6 de octubre de 2004.
23. POP STAR, 26 de octubre de 2005.
24. Bye My Melody バイマイメロディー, 14 de junio de 2006.
25. Aika (Elegy) 哀歌 (エレジー), 17 de enero de 2007.
26. Kimi no Suki na Toko 君のすきなとこ, 28 de febrero de 2007.
27. fake star, 12 de septiembre de 2007.
28. Canvas / Kimi wa Su.te.ki♡ キャンバス / 君はス・テ・キ♡, 20 de febrero de 2008.
29. Itsuka Hanareru Hi ga Kite mo いつか離れる日が来ても, 23 de abril de 2008.
30. CANDY , 23 de septiembre de 2009.
31. Boku wa Kimi ni Koi o Suru 僕は君に恋をする, 21 de octubre de 2009.
32. Sing Forever , 13 de octubre de 2010.
33. Aishiteru , 10 de noviembre de 2010.

### Álbumes
1. un-balanced, 7 de julio de 1995.
2. Stare At, 1 de diciembre de 1996.
3. THE CHANGING SAME, 21 de junio de 2000.
4. gaining through losing, 4 de julio de 2001.
5. LIFE is..., 22 de enero de 2003.
6. SENTIMENTALovers, 24 de noviembre de 2004.
7. FAKIN' POP, 12 de marzo de 2008.
8. Japanese Singer, 8 de junio de 2011.

#### Compilaciones
- 10th Anniversary Complete Single Collection '95-'05 “歌バカ” ("Utabaka"), 23 de noviembre de 2005.
- 15th Anniversary c/w Collection '95-'10 “歌バカ” ("Ura uta baka"), 10 de noviembre de 2010.

#### Otros
- Kh re-mixed up 1 (Remixes), 28 de noviembre de 2001.
- Ken's Bar (Álbum de versiones), 10 de diciembre de 2003.
- Ken's Bar II  (Álbum de versiones),  27 de mayo de 2009.

- Datos: Q468166